# Notophyllia etheridgi
Espèce
Statut CITES
Notophyllia etheridgi est une espèce de coraux de la famille des Dendrophylliidae.

## Publication originale
- Hoffmeister, 1933 : Report on deep sea corals; obtained bv F.I.S "Endeavour" on the coasts of New South Wales, Victoria, South Australia and Tasmania. Australia. Department of Trade and Customs, Fisheries, Endeavour Reports, vol. 6, pp. 1-16 (en).